# Stejărenii, Mureș

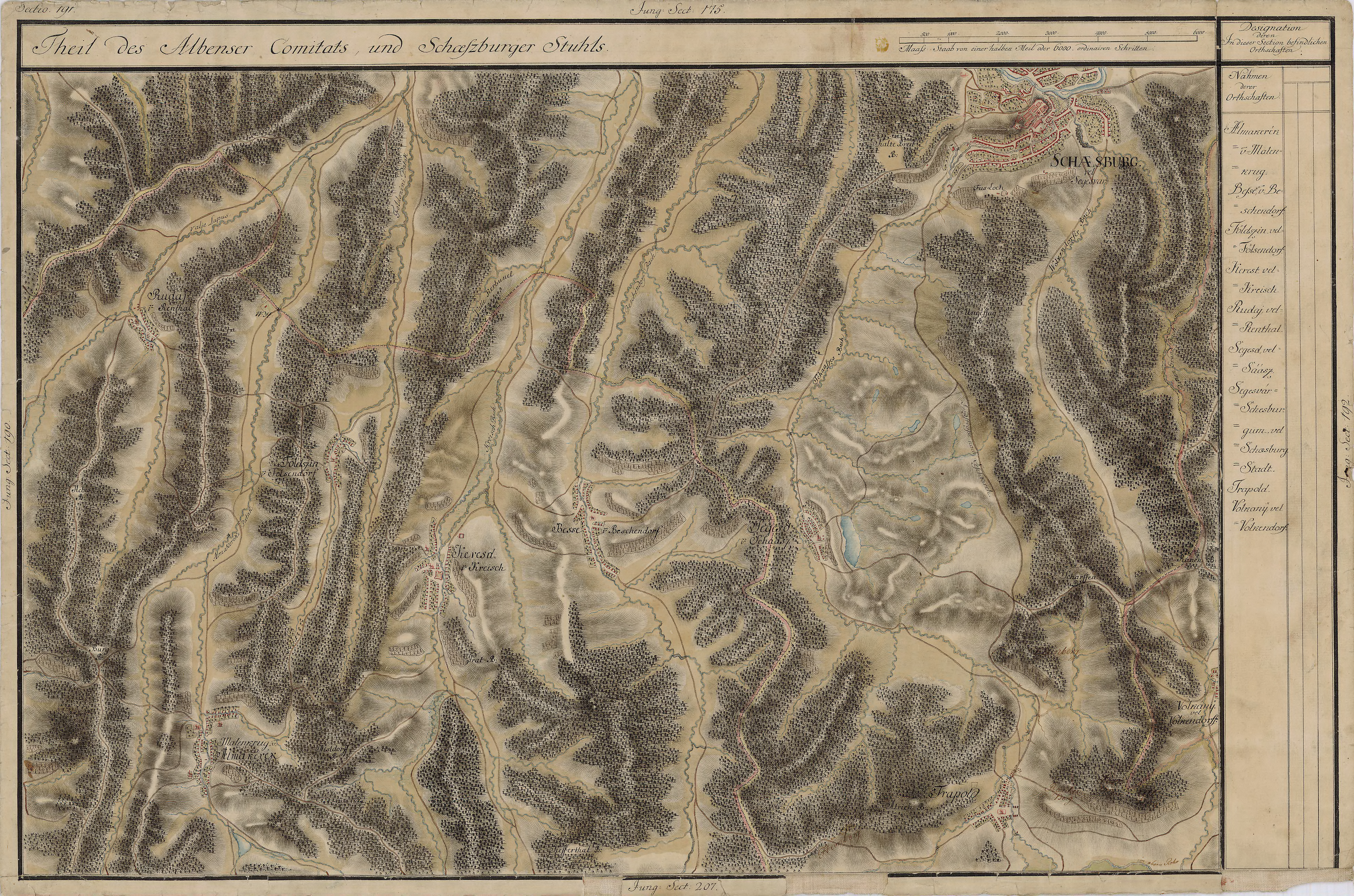
Stejărenii în Harta Iosefină a Transilvaniei, 1769-1773

Stejărenii, mai demult Beșa (în dialectul săsesc Peschenderf, în germană Beschendorf, Peschendorf, în maghiară Bese) este un sat în comuna Daneș din județul Mureș, Transilvania, România.

## Imagini

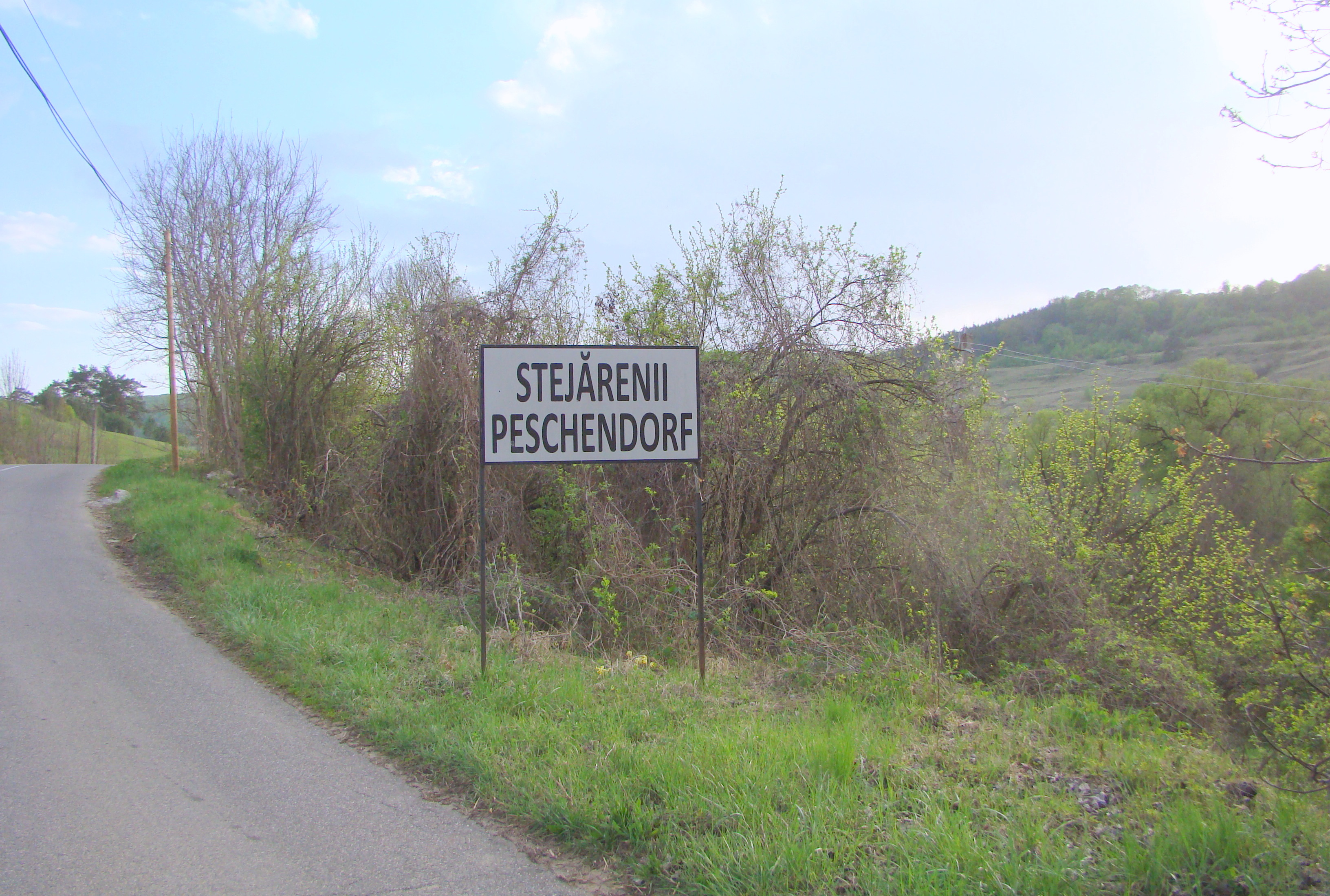
Intrarea în localitate
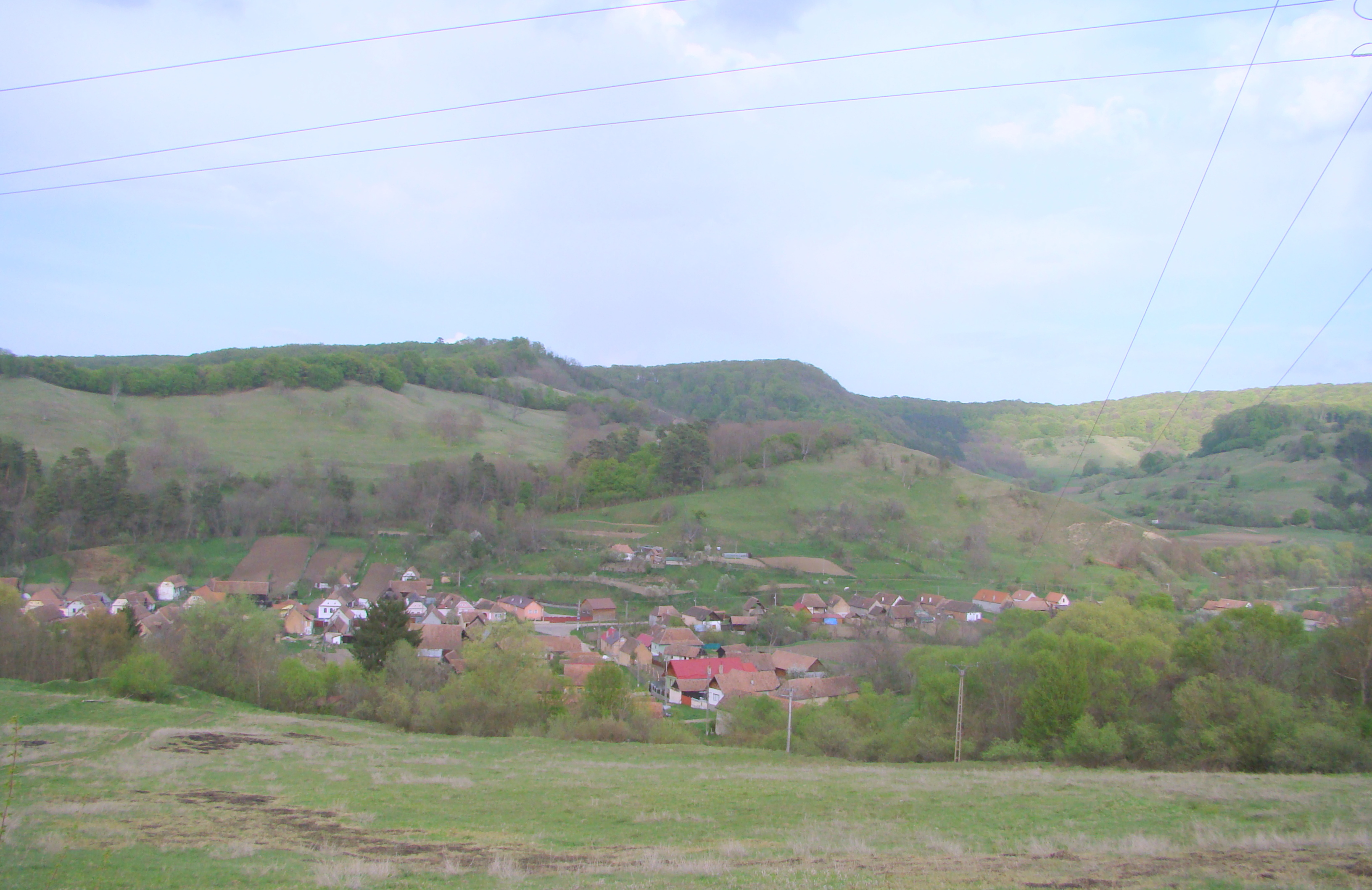
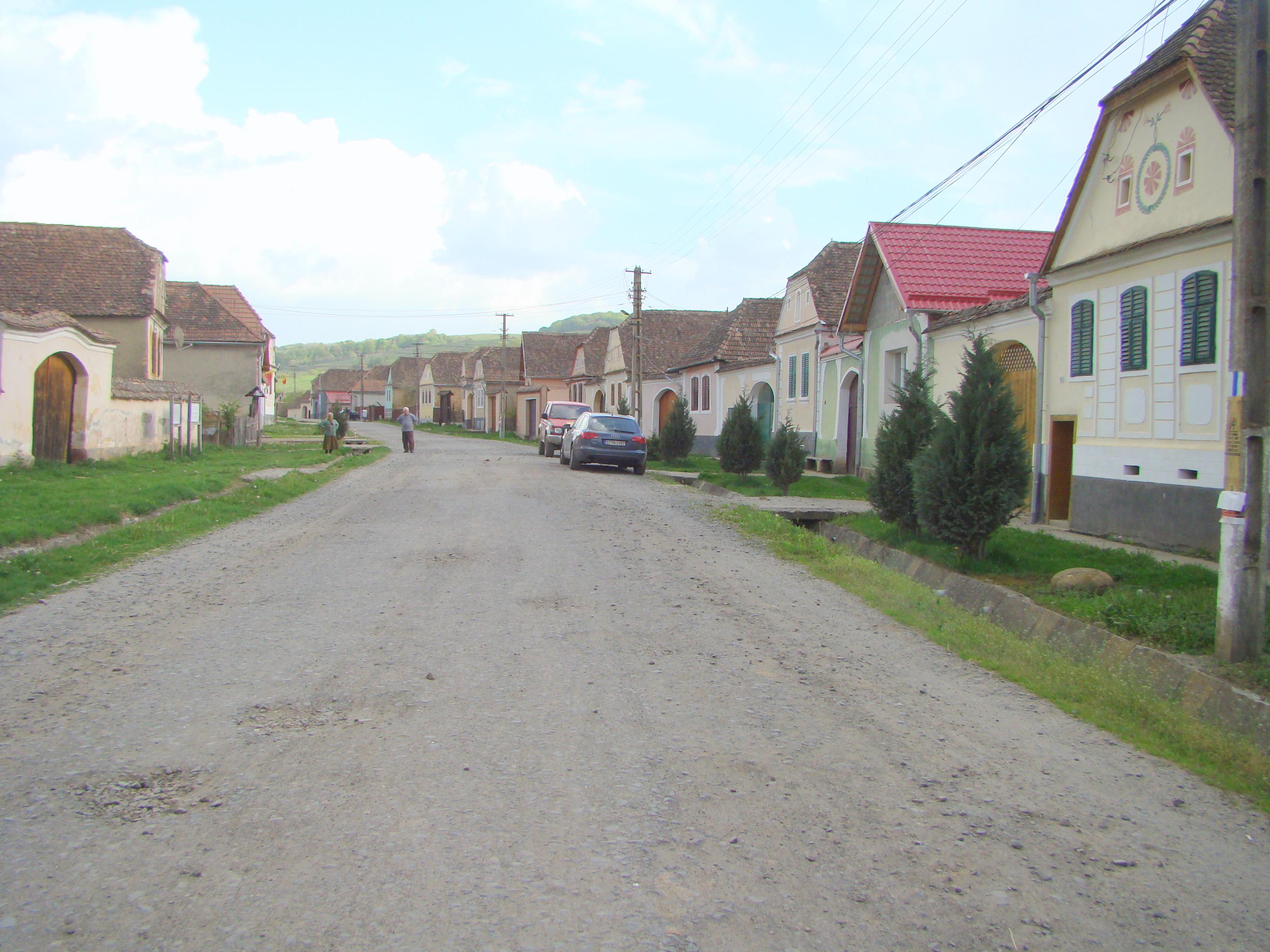
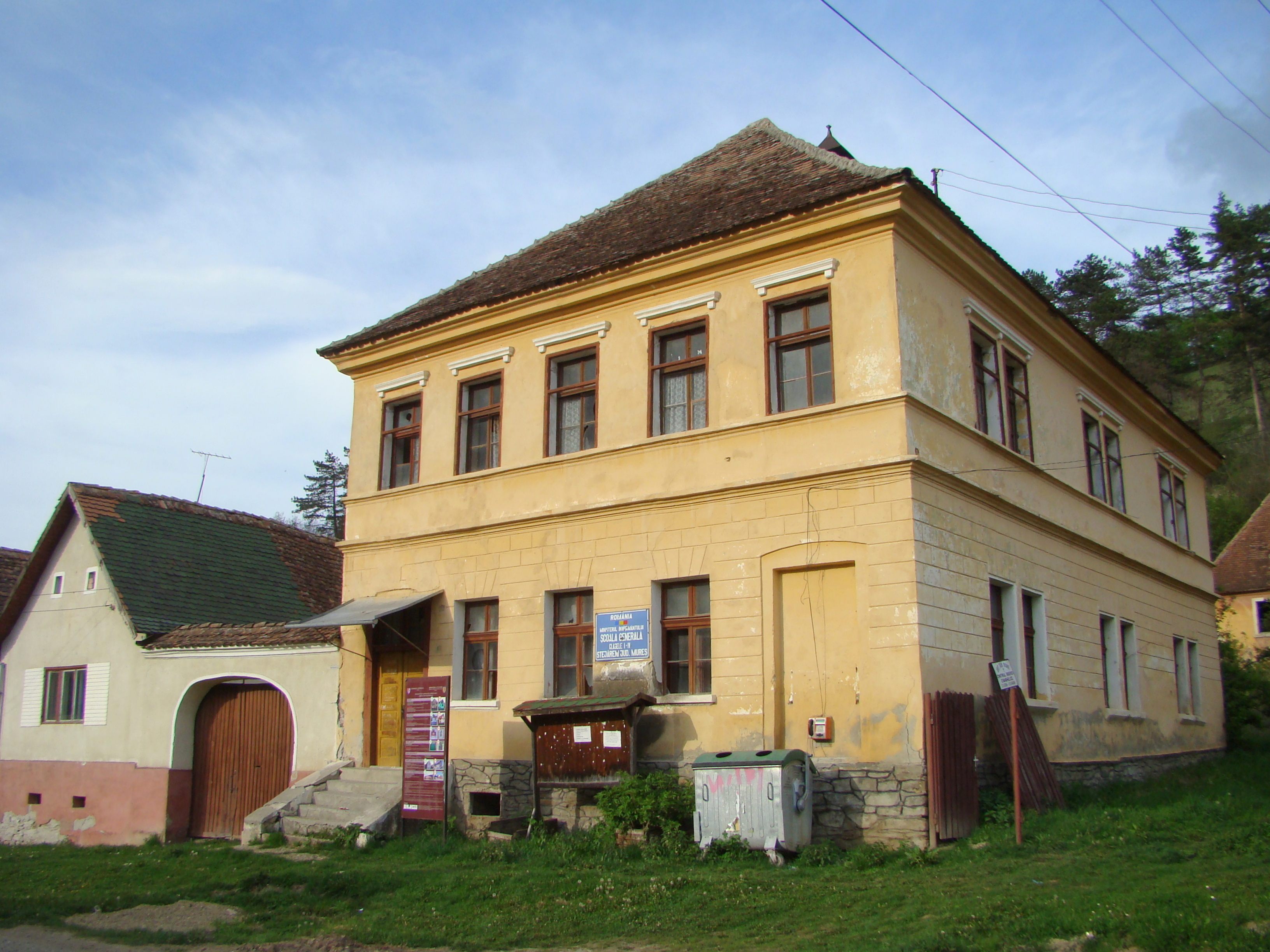
Școala
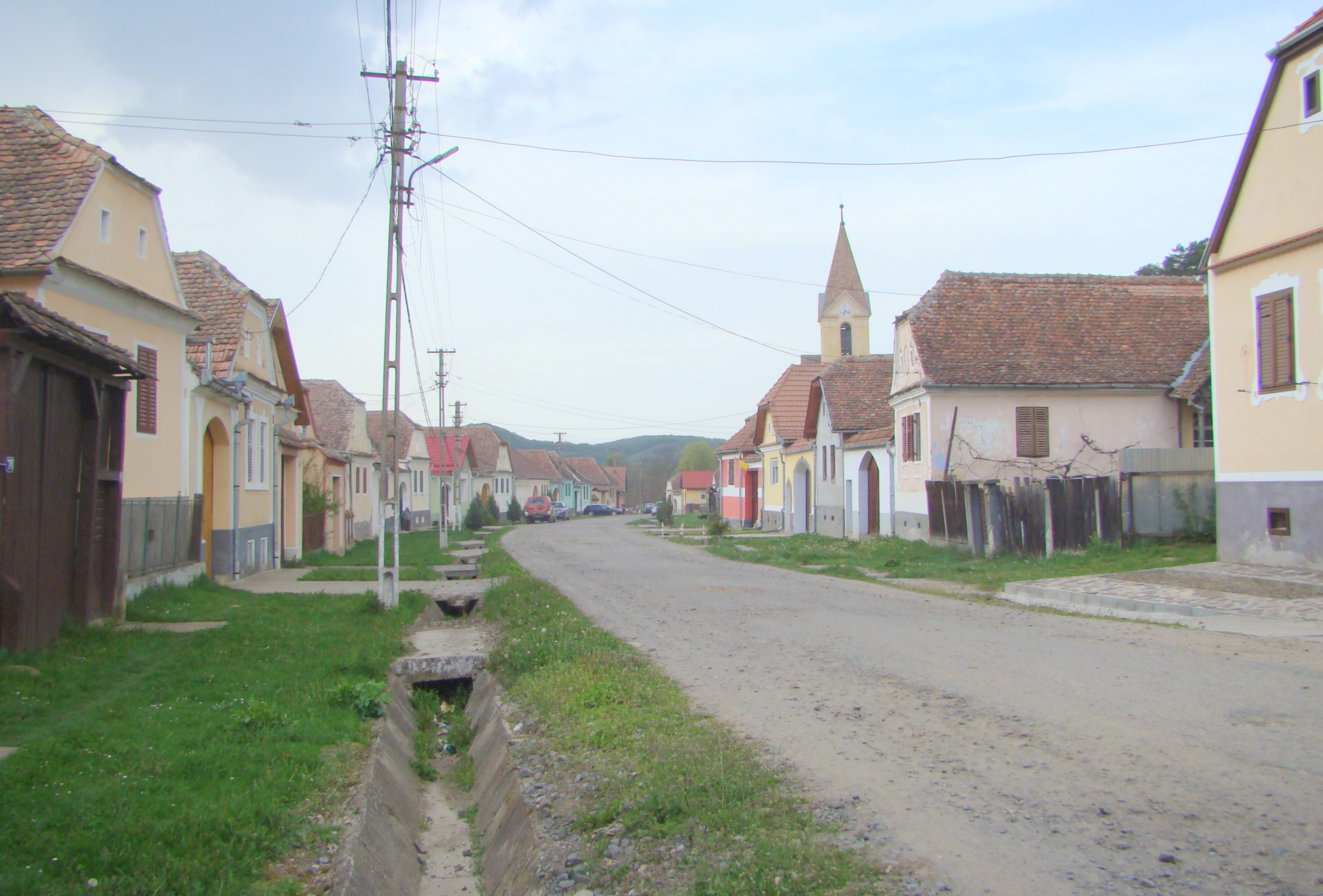
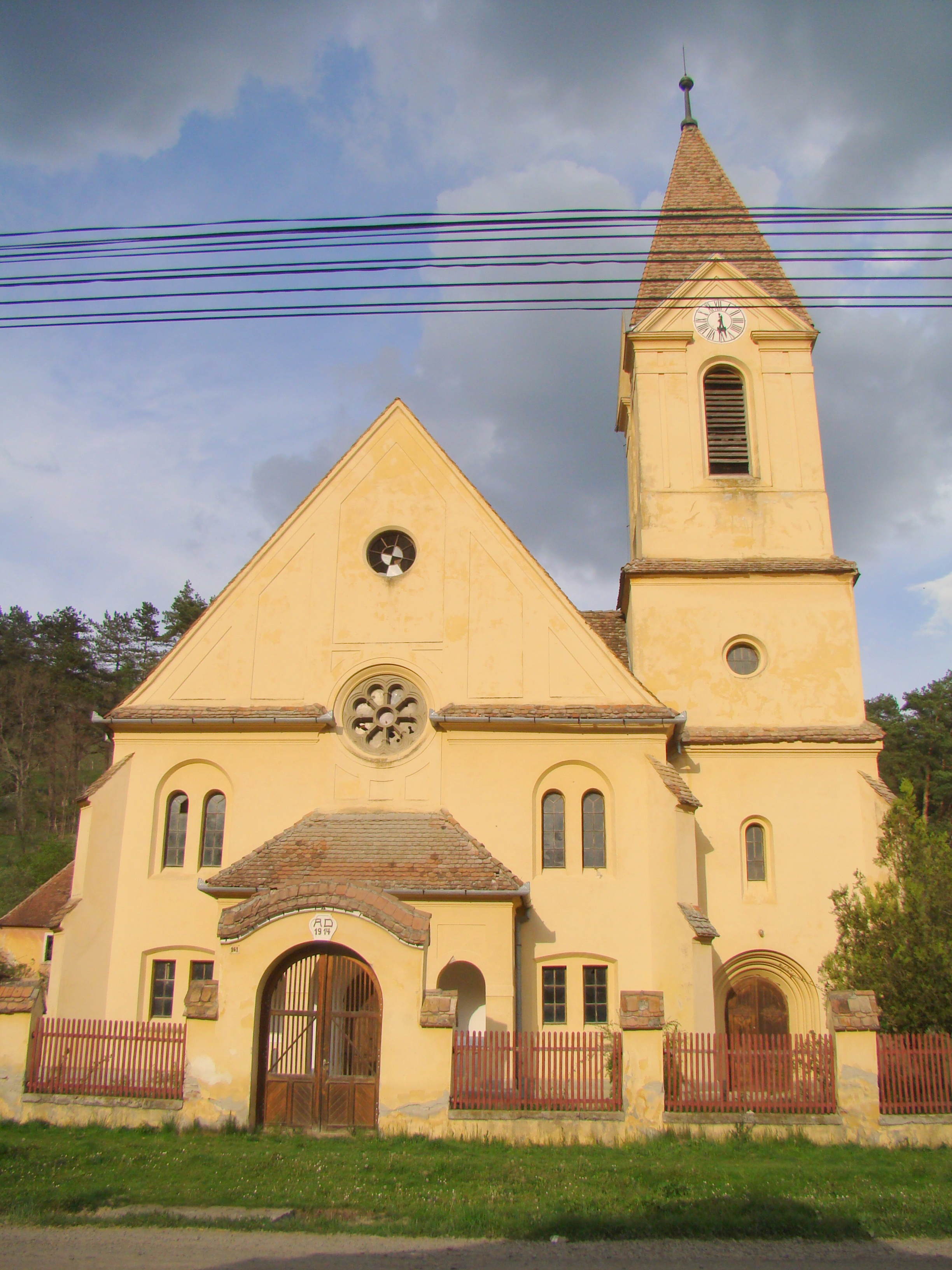
Biserica evanghelică
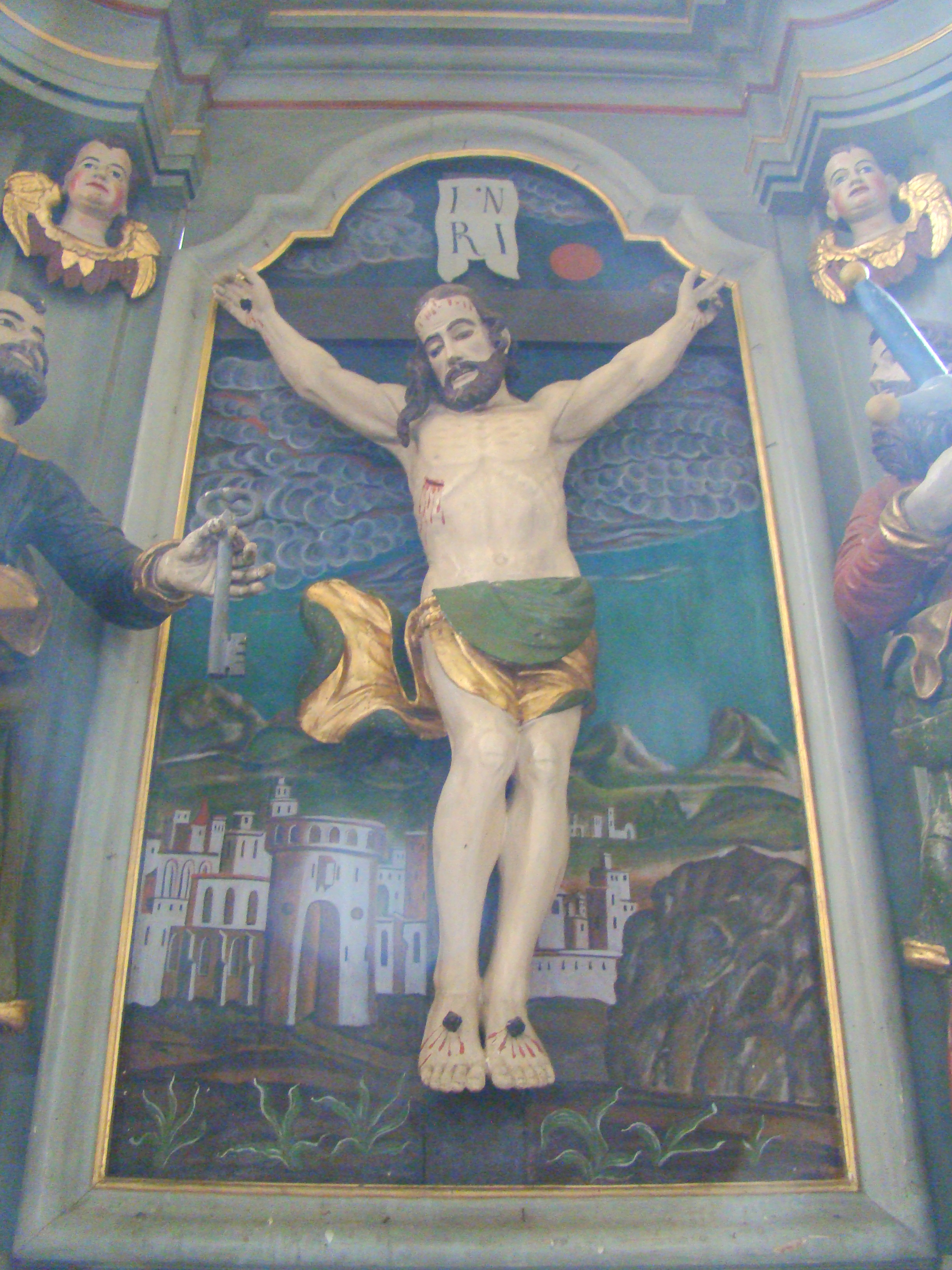
Biserica evanghelică (altarul)
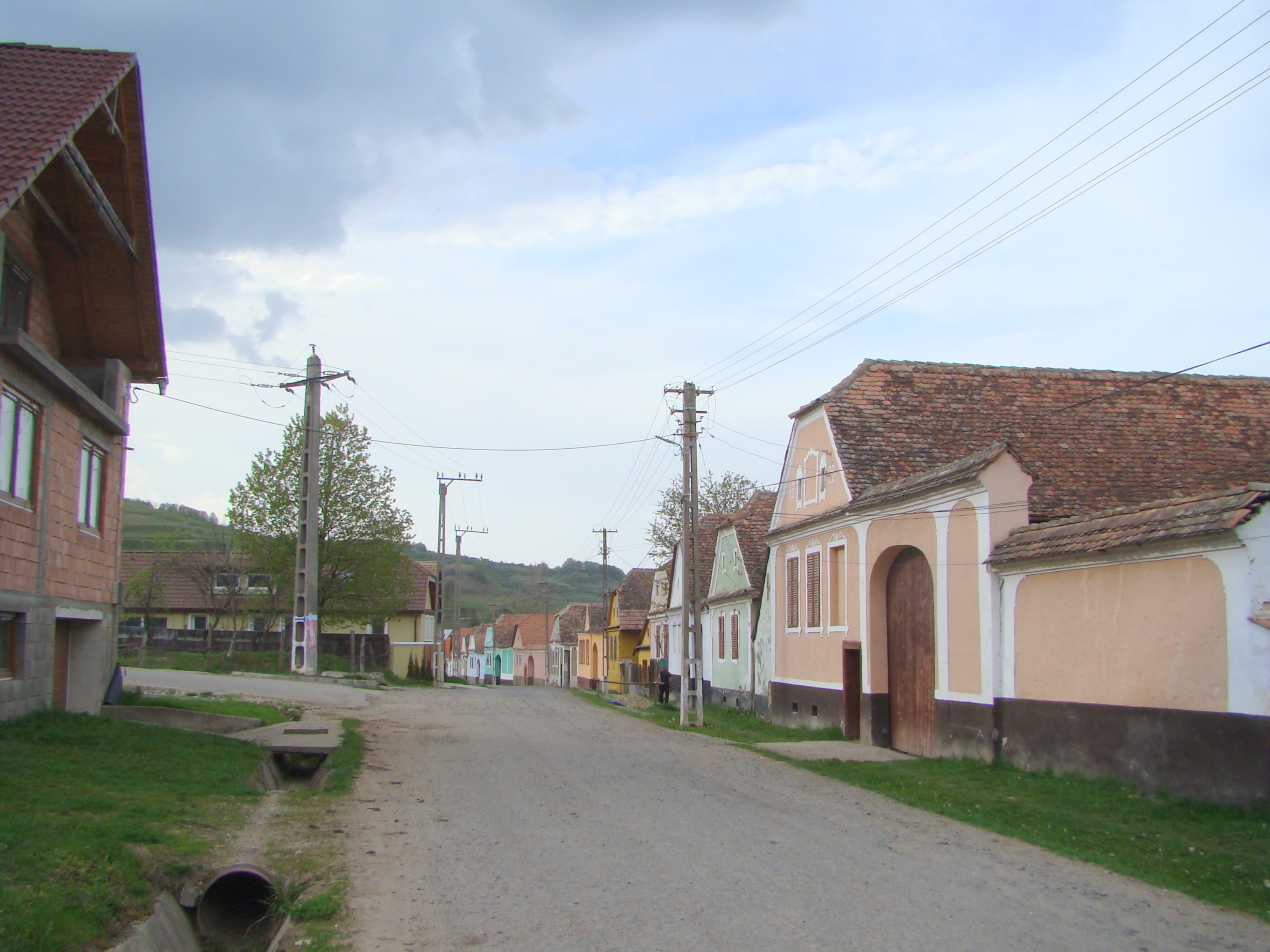

1. ↑  GeoNames, accesat în 4 februarie 2025